# Anillos en sus dedos
Anillos en sus dedos, cuyo título original es Rings on Her Fingers, es una película de 1942 de género screwball, dirigida por Rouben Mamoulian y  protagonizada por Henry Fonda y Gene Tierney.

## Argumento
Una dependienta de una tienda de ropa sueña con una vida de lujo. Su oportunidad se presenta cuando dos clientes le proponen ser el cebo de una estafa para millonarios. En Palm Beach tratan de engañar a un millonario que conocen en la playa y que quiere comprar un velero.